# Látigo

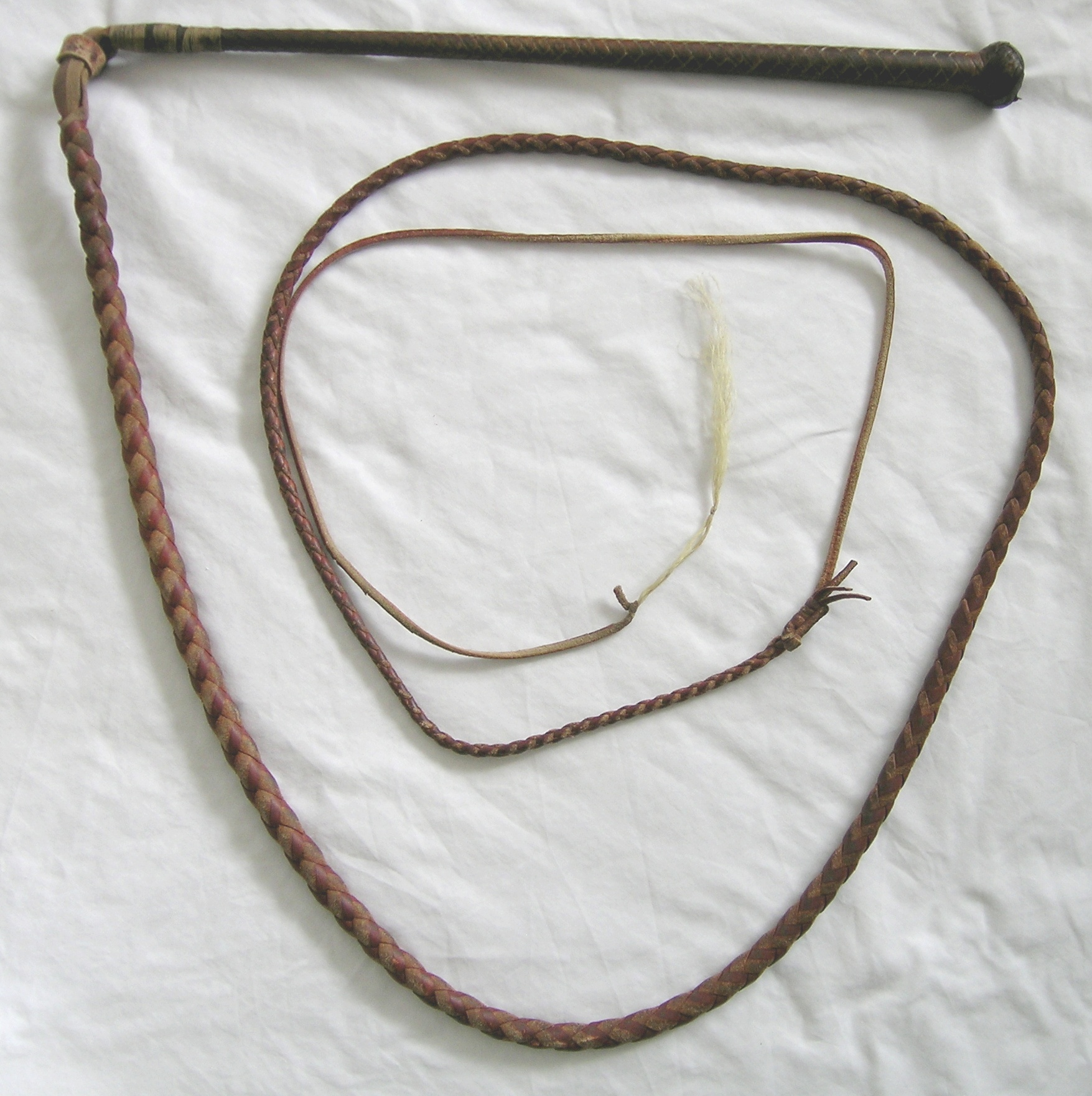
Látigo hecho de trenzas de cuero.

Un látigo, fusta o zurriago/a (en ocasiones llamado azote) es un instrumento consistente en una cuerda flexible con un mango fijo, comúnmente manufacturado de cuero trenzado o de otros materiales. El látigo es usado para el control animal e incontables veces en la historia ha sido usado como un objeto asociado a la subyugación, opresión, tortura y esclavitud humana.
Consiste en una vara de la que sale una correa, cordel o soga de cuero con la que se aviva, dirige o castiga a las bestias, especialmente a las caballerías. Los látigos se utilizan para producir un fuerte sonido de «azote»- o para dirigir a animales salvajes o al ganado.
Cuando este se sacude rápidamente desde su base, el látigo se agita y provoca un fuerte sonido debido a que su «lengua» o «cola» ha roto la barrera del sonido. De hecho, el látigo fue el primer objeto creado por el hombre que rompió la barrera del sonido.
También son llamados látigos otras herramientas hechas de correas y usadas para castigar a seres humanos o animales, ya sea como medio de control, o de tortura - aunque estos no generan el particular sonido de azote. Estos pueden incluir las fustas, y varios instrumentos de flagelación.

## Látigos para ganado

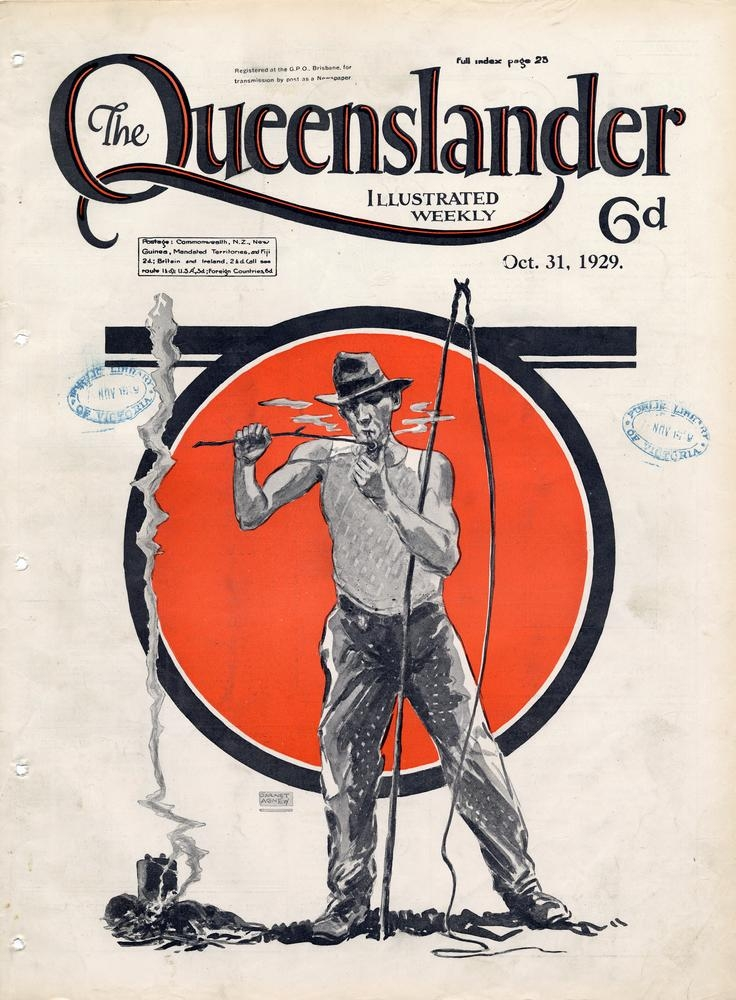
Ilustración de un ganadero con su látigo (1929)

Los látigos ganaderos o "arriadores" (stockwhips) son un tipo de látigo de una sola tira utilizado por los ganaderos australianos. Su forma fue originada en el látigo inglés de caza, sin embargo este se ha convertido en un tipo distintivo de látigo. Es similar a un "bullwhip" estadounidense (látigo para toros) en la composición de su cuerpo, la diferencia principal está en la construcción del mango.
A diferencia del mango continuo del látigo para toros, la manija del látigo para ganado no está insertada dentro de la correa y es generalmente más larga. El mango de un látigo ganadero común está conectado con la correa por un empalme que típicamente está hecho de algunos filamentos de cuero grueso.
Esto permite que el látigo cuelgue a través del brazo de un ganadero cuando no es utilizado. Las mancuernas normalmente son más largas que las de un látigo de toros, oscilando entre 30 y 50 cm (15 y 21 pulgadas) de longitud. La longitud de la correa puede extenderse a partir de 0,9 a 3 metros (3 pies a 10 pies). En Australia, los látigos de ganado se hacen casi exclusivamente de piel curtida de canguro.
El látigo ganadero se utiliza solamente para hacer un fuerte sonido para mover el ganado (vacas, ovejas, caballos, etc.), haciendo que este se aleje del fuerte ruido que se genera. John Brady, de Australia, es un exponente renombrado internacionalmente en el arte del látigo -whipcracking- (una maestría que él demostró durante la producción musical en vivo de The "Man From Snowy River: Arena Spectacular"). El látigo ganadero australiano fue difundido internacionalmente cuando el jinete solitario Steve Jefferys acarreó su ganado equino australiano, azotando su látigo para comenzar la ceremonia de apertura de los Juegos Olímpicos de Sídney 2000.

### Látigo ganadero de la Florida
El látigo ganadero de la Florida (también zurriago o látigo vaquero, en inglés "cowwhip") usado por los vaqueros de Florida, se conoce a menudo en el contexto angloparlante como "cracker". Es una pieza de dos componentes al igual que el látigo ganadero, y está unido con el mango mediante dos filamentos de la correa enroscados a través de una pieza hueca de una mancuerna de madera. El "látigo vaquero" es más pesado que el látigo ganadero australiano. Los primeros látigos vaqueros fueron hechos sobre todo de lomo de toro (vergajo) o de piel de venado.
Los látigos vaqueros modernos se hacen de cuerdas de nailon. La mayoría de los zurriagos tienen mangos de un promedio de 40 cm (16 pulgadas) de largo, y correas con un promedio de 3,6 m (12 pies). Un buen látigo vaquero puede producir una gran sonido ruidoso mediante el simple azote de la mancuerna. Esto puede hacer que sea más conveniente utilizado que un látigo ganadero en un ambiente con espesa vegetación el cual dejaría menos espacio para pivotar el látigo.
Los entusiastas de Tampa Bay ofrecen a menudo demostraciones del látigo vaquero de la Florida en sus trajes típicos en el festival anual de los días de la guerra civil (Heritage Village Civil War Days Festival), situado en largo, Florida durante mayo de cada año.

## Látigos de domador

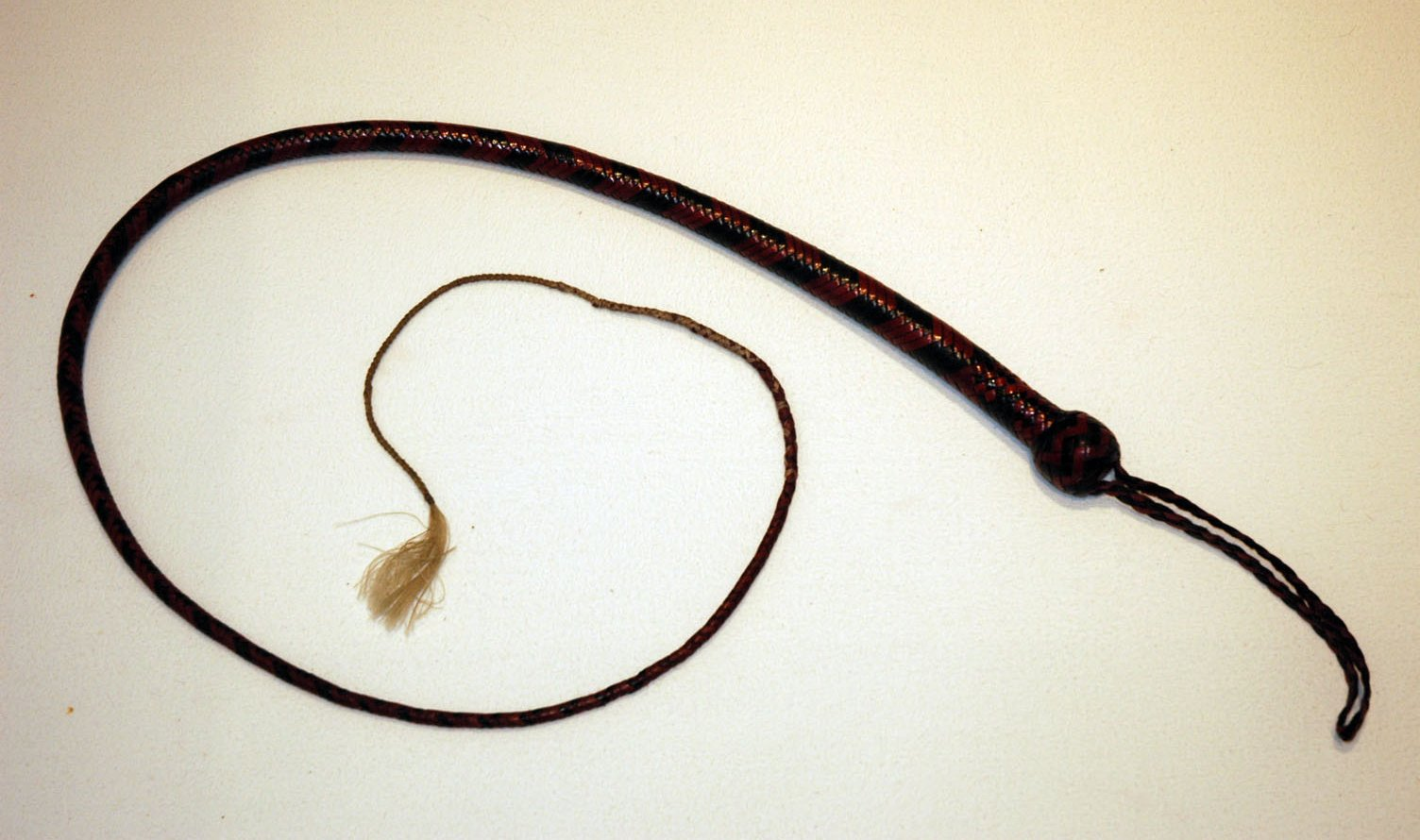
Látigo de domador

Los látigos de domador(también llamados tralla, en inglés: "signal whips") son un tipo de látigo de una sola correa, diseñados originalmente para controlar camadas de perros. Un látigo de domador mide generalmente entre 0,9 y 1,2 metros (3 y 4 pies) de longitud. 
Los látigos de domador y los látigos serpiente son muy similares. lo que difiere entre un látigo de domador de un látigo de serpiente es la ausencia de la "tralla". Una tralla o driza, es un pedazo de cuero o trencilla de cordel unida al extremo del mango del látigo. En un látigo de serpiente, la cuerda de la tralla está unida con el mango para que restalle, en cambio; en un látigo de domador, la tralla está unida directamente con el cuerpo del látigo.

## Látigos de serpiente

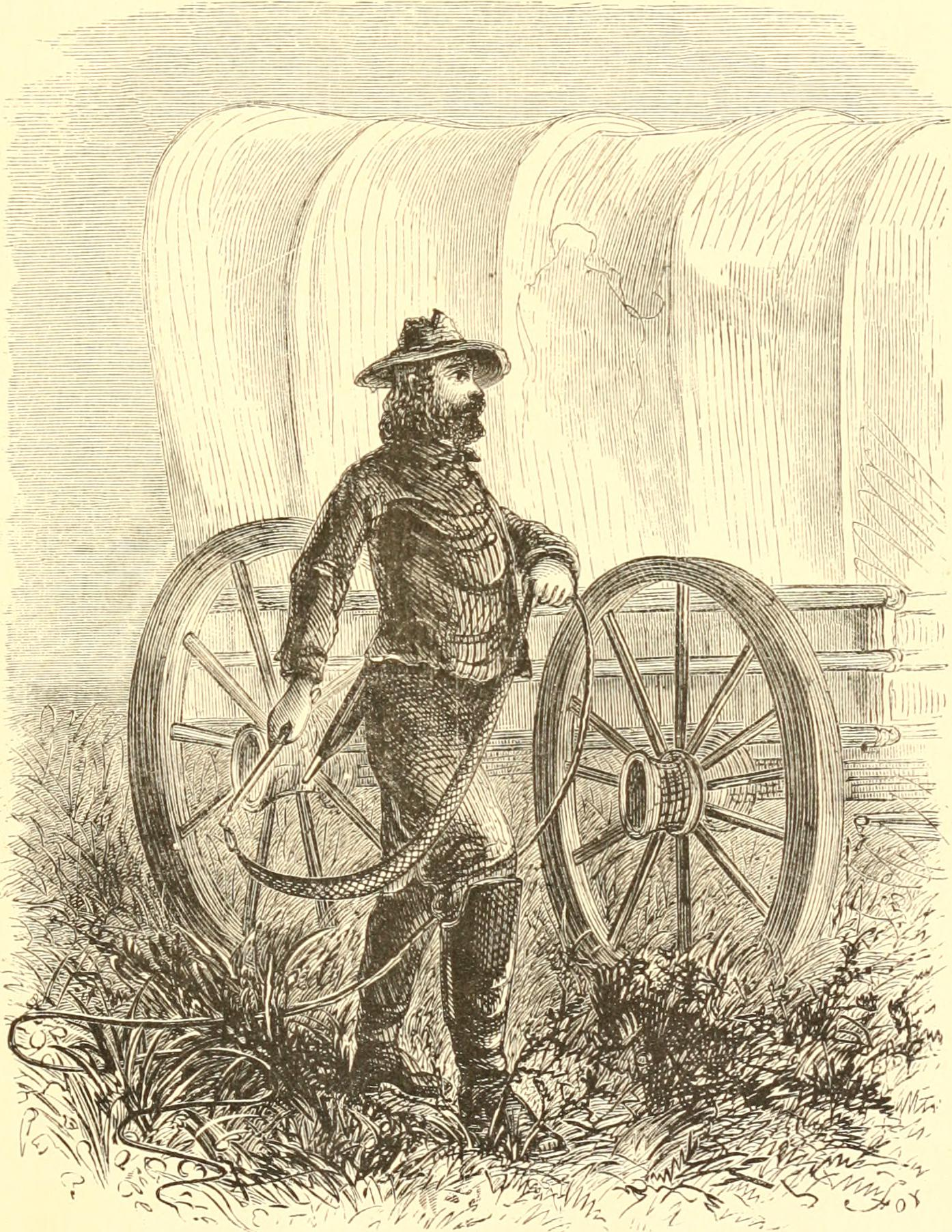
Vaquero con un blacksnake (1881)

Los látigos de serpiente (snake whips) son un tipo de látigo de una sola tira. La denominación "de serpiente" se deriva del hecho de que este tipo de látigo tiene un mango para que pueda ser curvado en un pequeño círculo semejante a una serpiente enroscada. Estos fueron comúnmente usados por los grupos de vaqueros del viejo oeste. Un látigo de serpiente de tamaño regular tiene por lo menos 1,2 metros (4 pies) de largo (excluyendo la driza y el mango) y alrededor de 2,5 cm (1 pulgada) de diámetro en el extremo de su base.
Un látigo de serpiente de bolsillo se puede encrespar suficientemente como para caber en un bolsillo amplio, y tiene un rango de 1.2 a 1.6 metros (4 a 6 pies) de longitud. El látigo de serpiente de bolsillo es sobre todo un látigo para usos ocasionales, por ejemplo: para el acarreo de ganado. Estos dos tipos de látigo de serpiente se fabrican con una bolsa de cuero que mide tres cuartas partes de la longitud total del látigo.
Blacksnakes (serpientes negras) son los látigos tradicionales utilizados en Montana y Wyoming. El blacksnake tiene una amplia longitud de azote que se extiende desde la mancuerna hasta el extremo de la "lengua", y este látigo es suficientemente flexible hasta el extremo del mango. Varía en tamaños que oscilan en un rango de 1.8 a 3.6 metros (6 a 12 pies) de longitud. "DuBone" es la marca más tradicional.

## Látigos para caballos
- Los látigos de entrenamiento tienen generalmente 0.9 metros (3 pies) de largo, y se utilizan para confirmar las indicaciones del jinete, sin lastimar al caballo.

- La fusta o látigos de estocada tienen generalmente 1.5 metros (5 pies) de largo y se utilizan para dirigir al caballo en un círculo. Estos se usan en lugar de espolear con las piernas. La ubicación de la fusta en relación con el cuerpo del caballo le da indicaciones al caballo.

- Los látigos para montar son más cortos que los látigos de estocada y se utilizan específicamente para montar.

## Látigos para subyugación humana

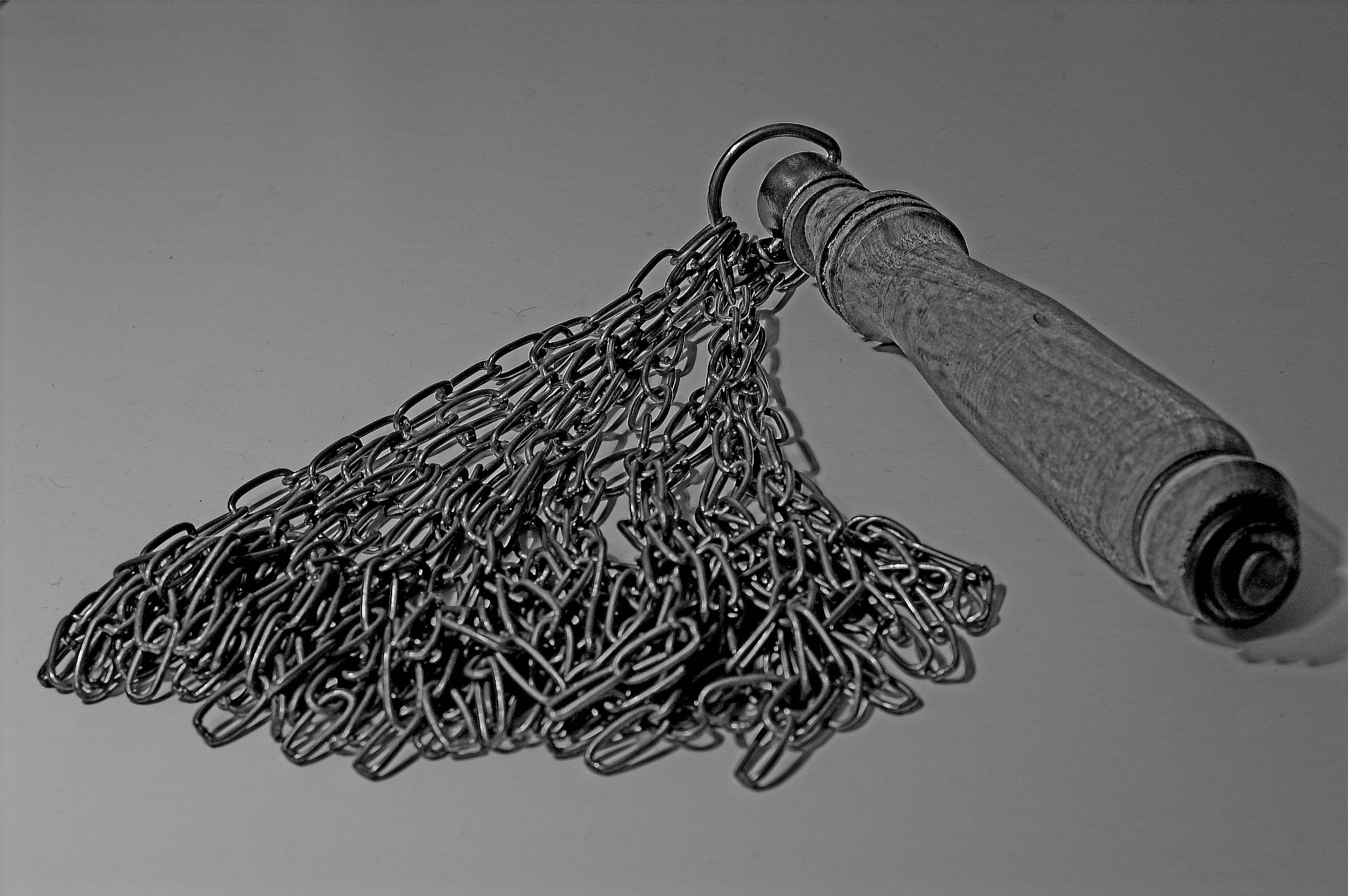
Un zanjir, látigo de tortura usado en Irán.

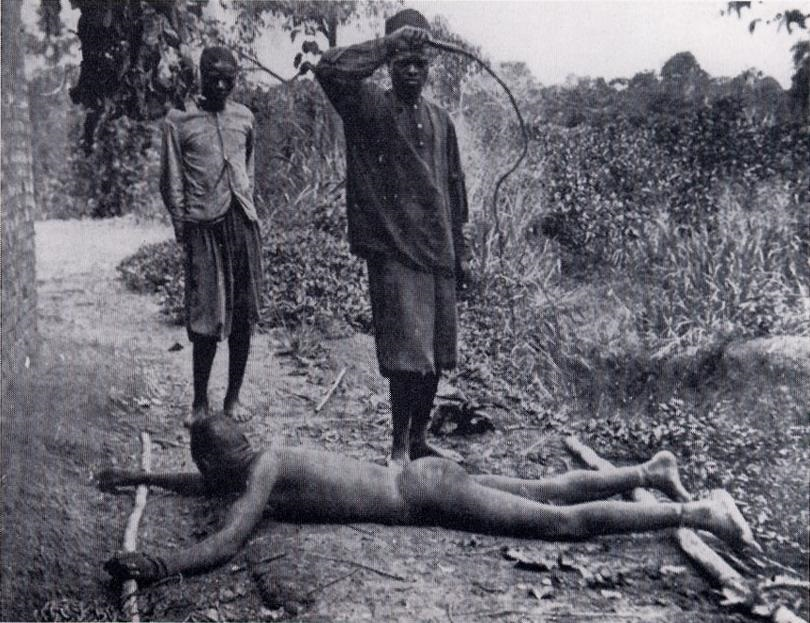
Un látigo chicotte.

Aunque habitualmente no se diferencian mayormente de los látigos para control animal, algunas culturas del oriente desarrollaron látigos con el exclusivo cometido de subyugación humana o tortura, tal es el caso del knut de origen mongol y usado también por los rusos que consiste en un látigo corto de siete colas que terminan en un nudo hecho con el mismo material de cuero endurecido. En el Imperio ruso se utilizaba otro látigo denominado nagayka, de origen nogayo.

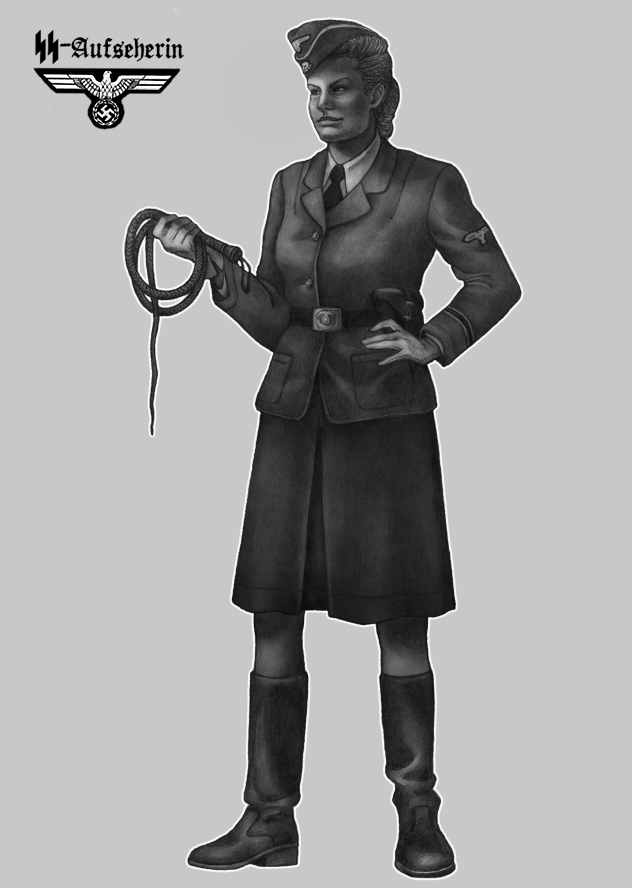
Arte que muestra a una guardiana SS con látigo.

Casos documentados o históricos del uso del látigo contra personas son abundantes, siendo quizás el látigo más representativo, el Flagrum romano (flagelador) que era un látigo corto de dos o tres correas con bolitas de piedra o metal en las puntas.
En Irán aún es común el uso del Zanjir, un látigo corto hecho de cadenas.
Los galeotes eran subordinados a punta de corbacho o rebenque.
En algunas Marinas, tales como las inglesa, japonesa y holandesa de los siglos XVII y XVIII el látigo o corbacho era de uso habitual para infligir castigos a insubordinados a bordo.
En la Edad Media, el látigo se estigmatizó como un instrumento de tortura usado en las mazmorras de los castillos.
En la Edad Moderna, el chicote o chicotte es un látigo hecho de un trozo de cable grueso o manguera y su origen está en los negreros que secuestraban africanos en el Congo, el término agarrar a chicotazos proviene del uso de este látigo.
Durante la Segunda Guerra Mundial, el látigo fue muy usado por guardias de las SS que custodiaban los campos de concentración; Irma Grese, una famosa guardiana SS del Campo de concentración de Bergen-Belsen era flageladora de mujeres judías y adicta al abuso por medio de este instrumento disuasivo.

## Cultura popular

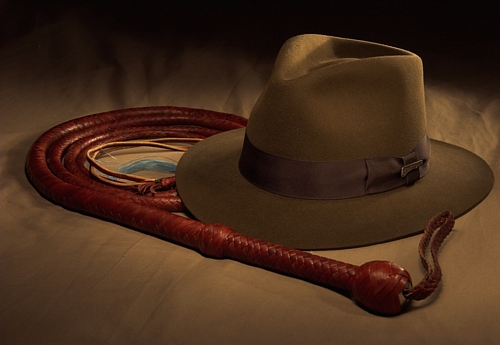
El sombrero tipo Fedora y el látigo: dos de los accesorios distintivos de Indiana Jones.

El látigo es mostrado de vez en cuando en varios contextos de la cultura popular, sin embargo el látigo más conocido y mejor recordado puede ser el usado por Indiana Jones, el arqueólogo aventurero y bravucón, quien utiliza su látigo para una variedad de situaciones, así como también el usado por El Zorro, el guerrero enmascarado proscrito de Nuevo México y también el usado por Catwoman. 

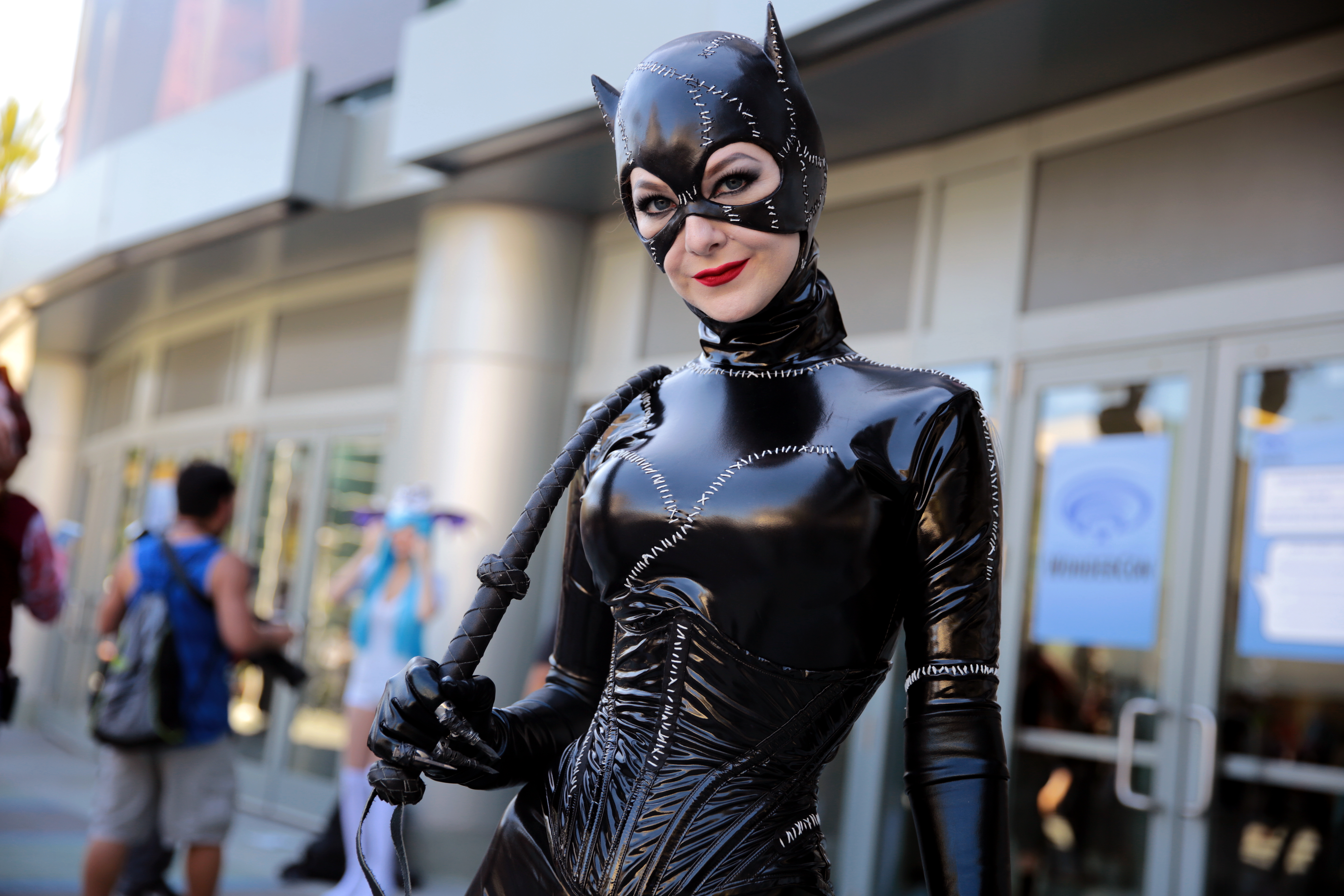
Catwoman con su látigo.

El personaje principal de la serie de videojuegos Castlevania, Simon Belmont, utiliza, como arma distintiva, un látigo llamado Vampire Killer (Asesino de Vampiros), y también otros de la misma saga usan esta arma, como Leon Belmont en "Castlevania: Lament of Innocence". Franziska von Karma, un personaje de la serie de videojuegos Ace Attorney, tiene un látigo y no duda en usarlo en la corte contra el testigo, la defensa, e incluso contra el juez.
Whip de la saga de videojuegos de The king of fighters lleva uno como arma característica además de que la traducción de su nombre es "látigo". Bruce Lee, el famoso artista marcial del siglo XX, también usó un látigo como arma defensiva. El látigo es usado también por fetichistas y sadomasoquistas sexuales como un instrumento de placer mediante la obtención del dolor.